# The Garden (film, 2008)
Pour les articles homonymes, voir The Garden.
Pour plus de détails, voir Fiche technique et Distribution.
The Garden est un film documentaire américain de Scott Hamilton Kennedy (en) sorti en 2008.
Il a été nommé dans la catégorie des meilleurs films documentaires lors de la 81e cérémonie des Oscars en 2009, et a remporté le grand prix du jury lors du festival Silverdocs.

## Synopsis
Le film raconte l'histoire de South Central Farm (en), une ferme jardin communautaire située en milieu urbain à Los Angeles. Le propriétaire du terrain décide de le raser et envoie les bulldozers.

## Fiche technique
- Titre : The Garden
- Réalisation : Scott Hamilton Kennedy
- Scénario : Scott Hamilton Kennedy
- Musique : Doug DeAngelis et Gabriel Tenorio
- Photographie : Scott Hamilton Kennedy
- Montage : Alex Blatt, Tyson FitzGerald et Scott Hamilton Kennedy
- Production : Scott Hamilton Kennedy
- Société de production : Black Valley Films
- Pays de production :  États-Unis
- Genre : Documentaire
- Lieu de tournage : Los Angeles
- Durée : 80 minutes
- Date de sortie : 18 juin 2008

## Distribution
- Danny Glover
- Daryl Hannah
- Antonio Villaraigosa